# Lill-Älgsjön, Ångermanland
Lill-Älgsjön är en sjö i Sollefteå kommun i Ångermanland och ingår i Ångermanälvens huvudavrinningsområde. Sjön har en area på 2,77 kvadratkilometer och ligger 225,4 meter över havet. Sjön avvattnas av vattendraget Nordån.

## Delavrinningsområde
Lill-Älgsjön ingår i det delavrinningsområde (707851-154036) som SMHI kallar för Utloppet av Lill-Älgsjön. Medelhöjden är 254 meter över havet och ytan är 13,8 kvadratkilometer. Räknas de 3 avrinningsområdena uppströms in blir den ackumulerade arean 37,77 kvadratkilometer. Nordån som avvattnar avrinningsområdet har biflödesordning 4, vilket innebär att vattnet flödar genom totalt 4 vattendrag innan det når havet efter 141 kilometer. Avrinningsområdet består mestadels av skog (71 procent). Avrinningsområdet har 2,96 kvadratkilometer vattenytor vilket ger det en sjöprocent på 21,5 procent.